# Marian Bross
Marian Bross (ur. 2 października 1900 w Witkowie k. Gniezna, zm. wiosną 1940 w Katyniu) – podporucznik rezerwy piechoty Wojska Polskiego, sędzia, adwokat i notariusz, ofiara zbrodni katyńskiej.

## Życiorys
Urodził się w rodzinie Konstantego i Heleny z Knastów. 28 grudnia 1918 przyłączył się do  Powstania Wielkopolskiego. Brał udział w bitwach pod Zdziechową, walczył o Żnin, Szubin i Rynarzewo. Od 1918 w Wojsku Polskim. W 1919 ukończył roczny kurs przy 14. Dywizji Piechoty i uzyskał nominację na stopień podporucznika. Walczył w wojny 1918–1921. Przeniesiony do rezerwy, przydzielony do Okręgu Korpusu nr VII.
W okresie międzywojennym ukończył Wydziału Prawa Uniwersytetu Poznańskiego (1922), uzyskując tytuł magistra. Członek rzeczywisty Korporacji Studentów Uniwersytetu Poznańskiego „Baltia”. Po studiach był aplikantem sędziowskim w Międzychodzie. Następnie pracował jako sędzia Sądu Powiatowego w Międzychodzie, gdzie był również kierownikiem. Przed II wojną światową pełnił funkcję wiceburmistrza Żnina. Działał w Kole Oficerów Rezerwy w Żninie, a także udzielał się w pracy społecznej.
W połowie sierpnia 1939 zmobilizowany. W czasie kampanii wrześniowej, po agresji ZSRR na Polskę, w nieznanych okolicznościach wzięty do niewoli radzieckiej. Od 23 września 1939 przetrzymywany w Kamieńcu Podolskim, gdzie znajdował się punk zdawczo-odbiorczy NKWD dla jeńców wojennych. Następnie osadzony w obozie jenieckim w Kozielsku. Jego brat Wiktor Bross, profesor medycyny ze Lwowa, zawiózł mu paczkę z odzieżą. Między 7 a 9 kwietnia 1940 przekazany do dyspozycji naczelnika smoleńskiego obwodu NKWD – lista wywózkowa 014 z 4 kwietnia 1940.  Między 9 a 11 kwietnia 1940 został zamordowany w lesie katyńskim przez funkcjonariuszy Obwodowego Zarządu NKWD w Smoleńsku oraz pracowników NKWD przybyłych z Moskwy na mocy decyzji Biura Politycznego KC WKP(b) z 5 marca 1940. Ofiary tej zbrodni grzebano w bezimiennych mogiłach zbiorowych, gdzie od 28 lipca 2000 mieści się oficjalnie Polski Cmentarz Wojenny w Katyniu. W miejscu tym prowadzone były ekshumacje i prace archeologiczne, jednak Marian Bross nie został zidentyfikowany. W Archiwum Robla w pakiecie 0747-05, wymieniony jako oficer w materiałach odnalezionych przy szczątkach Feliksa Gadomskiego.
W 1946 w Sądzie Grodzkim w Żninie toczyła się rozprawa o uznanie Mariana Brossa za zmarłego.

## Życie prywatne
Żonaty z Eleonorą z Sambergerów, miał córkę Teresę i syna Tadeusza.
Kazimierz Bross miał dwie siostry i czterech braci. Kazimierz Bross (ur. 4 lutego 1894 w Witkowie, zm. 1939?) był profesorem medycyny i redaktorem czasopism naukowych w Poznaniu, m.in. czasopisma „Patologia”, prawdopodobnie zginął w 1939 podczas kampanii wrześniowej; Stanisław Bross (ur. 17 października 1895 w Witkowie; zm. 1982) był księdzem infułatem, więźniem obozu koncentracyjnego w Dachau, ordynariuszem Archidiecezji Gnieźnieńskiej w okresie więzienia Stefana Wyszyńskiego, którego był sekretarzem; Stefan Bross (1898-1945) był doktorem nauk weterynaryjnych, więziony w obozie w Stutthofie, zmarł wkrótce po jego opuszczeniu; Wiktor Bross (ur. 9 sierpnia 1903 w Witkowie, zm. 19 stycznia 1994 w Katowicach) był profesorem doktorem habilitowanym medycyny, chirurgiem.

## Upamiętnienie
5 października 2007 minister obrony narodowej Aleksander Szczygło mianował go pośmiertnie na stopień porucznika. Awans został ogłoszony 9 listopada 2007 w Warszawie, w trakcie uroczystości „Katyń Pamiętamy – Uczcijmy Pamięć Bohaterów”.
Posadzenie Dębu Pamięci przez Światowy Związek Żołnierzy AK Koło Żnin, na ul. Śniadeckich 15 w Żninie. Certyfikat nr 002760/004578/WE/2010.

## Ordery i odznaczenia
- Medal Pamiątkowy za Wojnę 1918-1921 "Polska Swemu Obrońcy"[2]